# Stylidium glandulosum
Stylidium glandulosum är en tvåhjärtbladig växtart som beskrevs av Richard Anthony Salisbury. Stylidium glandulosum ingår i släktet Stylidium och familjen Stylidiaceae. Inga underarter finns listade i Catalogue of Life.

## Bildgalleri

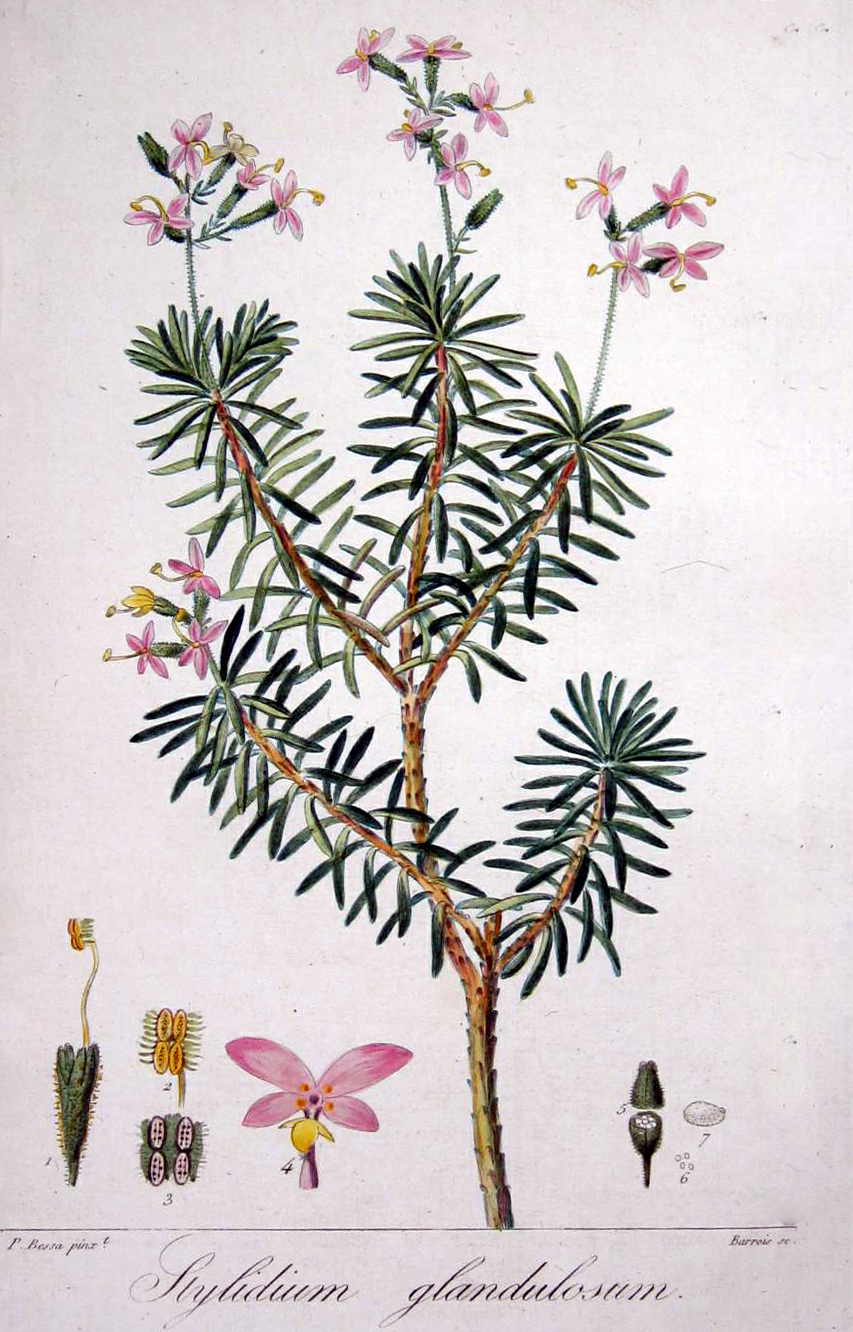